# Prostanoide
Os prostanoides são eicosanoides (ácidos graxos de 20 carbonos) sintetizados via da ciclooxigenase (COX) da cascata do ácido araquidónico. Pertencem a este grupo as prostaglandinas (mediadoras do processo inflamatório e de reações anafiláticas), as prostaciclinas, e os tromboxanos (mediadores da vasoconstrição). Existem três séries de prostanoides, e cada uma provém de um ácido graxo diferente (da família dos ω-6 e ω-3):
- série 1: do ácido di-homo-γ-linolénico, 20:3(ω−6)
- série 2: do ácido araquidônico,  20:4(ω-6)
- série 3: de ácido eicosapentaenoico, 20:5(ω-3)a

Os prostanoides têm uma função fundamental como mediadores em vários processos, entre eles a inflamação, a agregação plaquetária, a vasoconstrição e vasodilatação, assim como na regulação do transporte de água e íons, na mobilidade gastrointestinal e na atividade dos neurônios.